# بیلی مک‌کلور
بیلی مک‌کلور (انگلیسی: Billy McClure؛ زادهٔ ۴ ژانویهٔ ۱۹۵۸) یک بازیکن فوتبال بازنشسته اهل نیوزیلند است.

## باشگاهی
وی سابقه بازی در تیم‌های لیورپول، پرسپولیس، مونت ولینگتون و Papatoetoe را دارد. وی بعد از پیوستن به لیورپول به باشگاه پرسپولیس پیوست و بعد از انقلاب به انگلستان بازگشت.

## تیم ملی
وی همچنین در تیم ملی فوتبال نیوزیلند بازی کرده‌ است.